# Quận Stokes, North Carolina
Quận Stokes là một quận nằm ở bang Bắc Carolina.  Tại thời điểm năm 2000, quận có dân số 44.711 người. Quận lỵ đóng ở Danbury6.
Quận được lập năm 1789 từ quận Surry.  Quận đã được đặt tên theo John Stokes.

## Địa lý
Theo Cục điều tra dân số Hoa Kỳ, quận có tổng diện tích 456 dặm Anh vuông (1.181 km²), trong đó, 452 dặm Anh vuông (1.170 km²) là diện tích đất và 4 dặm Anh vuông (10 km²) trong tổng diện tích (0,89%) là diện tích mặt nước. 

### Các thị trấn
Quận Stokes có 9 thị trấn và thị xã: Beaver Island, Big Creek, Danbury, Meadows, Peters Creek, Quaker Gap, Sauratown, Snow Creek, & Yadkin.

### Các quận giáp ranh
- Quận Patrick, Virginia - Bắc
- Quận Henry, Virginia - Bắc-Đông bắc
- Quận Rockingham, Bắc Carolina - Đông
- Quận Forsyth, Bắc Carolina - Nam
- Quận Surry, Bắc Carolina - Tây

## Thông tin nhân khẩu
Theo cuộc điều tra dân số2 tiến hành năm 2000, quận này có dân số 44.711 người, 17.579 hộ, và 13.043 gia đình sinh sống trong quận này. Mật độ dân số là 99 người trên mỗi dặm Anh vuông (38/km²). Đã có 19.262 đơn vị nhà ở với một mật độ bình quân là 43 trên mỗi dặm Anh vuông (16/km²).  Cơ cấu chủng tộc của dân cư sinh sống tại quận này gồm 93,43% người da trắng, 4,66% người da đen hoặc người Mỹ gốc Phi, 0,24% người thổ dân châu Mỹ, 0,19% người gốc châu Á, 0,05% người các đảo Thái Bình Dương, 0,88% từ các chủng tộc khác, và 0,54% từ hai hay nhiều chủng tộc.  1,87% dân số là người Hispanic hoặc người Latin thuộc bất cứ chủng tộc nào.
Có 17,579 hộ trong đó có 33,80% có con cái dưới tuổi 18 sống chung với họ, 60,60% là những cặp kết hôn sinh sống với nhau, 9,70% có một chủ hộ là nữ không có chồng sống cùng, và 25,80% là không gia đình. 22,80% trong tất cả các hộ gồm các cá nhân và 8,90% có người sinh sống một mình và có độ tuổi 65 tuổi hay già hơn.  Quy mô trung bình của hộ là 2,51 còn quy mô trung bình của gia đình là 2,94,
Phân bố độ tuổi của cư dân sinh sống trong huyện là 24,50% dưới độ tuổi 18, 7,30% từ 18 đến 24, 31,40% từ 25 đến 44, 25,00% từ 45 đến 64, và 11,80% người có độ tuổi 65 tuổi hay già hơn.  Độ tuổi trung bình là 37 tuổi. Cứ mỗi 100 nữ giới thì có 96,10 nam giới. Cứ mỗi 100 nữ giới có độ tuổi 18 và lớn hơn thì, có 92,60 nam giới.
Thu nhập bình quân của một hộ ở quận này là $38.808, và thu nhập bình quân của một gia đình ở quận này là $44.615, Nam giới có thu nhập bình quân $30.824 so với mức thu nhập $24.319 đối với nữ giới. Thu nhập bình quân đầu người của quận là $18.130, Khoảng 6,90% gia đình và 9,10% dân số sống dưới ngưỡng nghèo, bao gồm 10,00% những người có độ tuổi 18 và 15,90% là những người 65 tuổi hoặc già hơn.

## Thành phố và thị xã
- Danbury
- King
- Walnut Cove

### Các cộng đồng không hợp nhất
- Aarons Corner
- Asbury
- Boyles Chapel
- Brook Cove
- Brown Mountain
- Campbell
- Capella
- Ceramic
- Chestnut Grove
- Collinstown
- Dalton
- Delta
- Dillard
- Dodgetown
- Flat Rock
- Flat Shoals
- Francisco
- Gap
- Germanton
- Hartman
- Lawsonville
- Meadows
- Moores Springs
- Mountain View
- Mount Olive
- Neatman
- Oak Ridge
- Pine Hall
- Pinnacle
- Poplar Springs
- Prestonville
- Quaker Gap
- Rosebud
- Sandy Ridge
- Volunteer